# Bandera de sant Piran
La bandera de sant Piran (còrnic: Baner Peran) o bandera de Cornualla és utilitzada com a distintiu pel comtat anglès de Cornualla. Aquesta està formada per una creu blanca sobre camp negre i s'adoptà oficialment el 1890
La descripció més antiga coneguda de la bandera com l'estàndard de Cornualla la va publicar l'historiador Davies Gilvert el 1838. La bandera s'atribueix a sant Piran, un abat de Cornualla del segle vi, el qual segons la llegenda feu una creu amb estany (metall molt abundant al comtat) sobre un llit de cendres negres.
Una de les representacions més antigues de la bandera es pot veure en una finestra de vidre a l'abadia de Westminster. Es va donar a conèixer en 1888, en memòria de l'enginyer Richard Trevithick, natural de Cornualla (Gran Bretanya). La finestra representa Sant Miquel Arcàngel a la part superior i nou sants de Cornualla, Piran, Petroc, Pinnock, Germà, Julià, Ciríac, Constantí, Nonna i Geraint en els nivells inferiors. El cap de Sant Piran sembla un retrat del mateix Trevithick, i la figura porta la bandera de Cornualla.

## Banderes semblants

Kroaz Du, estendard bretó durant l'edat mitjana.
Bandera de sant David (Gal·les)